# Нож
Нож је ручни алат с оштрицом која служи за сечење. Нож се обично састоји од сечива причвршћеног о дршку. Сечиво ножа је најчешће зашиљено, и може имати и двије оштрице. Ножеви су се користили као алат и оружје од каменог доба, односно првих почетака човечанства. Стручњаци сматрају да је нож једно од првих оруђа које је човјека развио како би могао да преживи у природи.

Први ножеви су били од кремена или неке друге врсте камена, понекад с дршком. Као једно од најранијих оруђа које је човечанство користило, ножеви су се појавили пре најмање 2,5 милиона година, о чему сведоче олдовански алати. Првобитно направљени од дрвета, костију и камена (као што су кремен и опсидијан), током векова, у корак са побољшањима у металургији и производњи, сечива ножева су прављена од бакра, бронзе, гвожђа, челика, керамике и титанијума. Већина модерних ножева има фиксне или преклопне оштрице; обрасци и стилови сечива разликују се у зависности од произвођача и земље порекла. Касније су се с напретком металургије развиле оштрице од бронзе, гвожђа, челика, а данас се оштрица ножа прави и од керамике или титанијума. Док су се материјали мијењали, облик ножа остао је углавном исти.
Заједно с виљушком и кашиком, нож је у западном свету од средњег века део стандардног прибора за јело. Данас се ножеви за јело углавном не оштре, а за припремање јела се користе посебни кухињски ножеви. На Западу су се развили и посебни џепни ножеви за вишеструке сврхе. Нож као оружје је с временом изгубио на важности, али је остао универзалан алат.

## Делови

### Сечиво
Оштрице ножа могу се производити од разних материјала, од којих сваки има предности и недостатке. Угљенични челик, легура гвожђа и угљеника, може бити веома оштар. Добро држи ивицу и остаје лак за оштрење, али је подложан рђи и мрљама. Нерђајући челик је легура гвожђа, хрома, можда никла и молибдена, са само малом количином угљеника. Није у стању да прими тако оштру ивицу као угљенични челик, али је веома отпоран на корозију. Високоугљенични нерђајући челик је нерђајући челик са већом количином угљеника, намењен да инкорпорира боље карактеристике угљеничног челика и нерђајућег челика. Оштрице од нерђајућег челика са високим садржајем угљеника не мењају боју или формирају мрље и одржавају оштру ивицу. Ламинирана сечива користе више метала за стварање слојевитог сендвича, комбинујући атрибуте оба. На пример, тврђи, крхкији челик може бити у сендвичу између спољашњег слоја од мекшег, чвршћег нерђајућег челика да би се смањила рањивост на корозију. У овом случају, међутим, део који је највише погођен корозијом, ивица, је и даље рањив. Дамаски челик је облик патерна заваривања са сличностима са конструкцијом ламината. Слојеви различитих типова челика се заварују заједно, али се затим манипулише материјалом да би се створили патерни у челику.
Челична сечива се обично обликују ковањем или уклањањем материјала. Коване оштрице се праве загревањем једног комада челика, а затим обликовањем метала док је врућ помоћу чекића или пресе. Ножеви за уклањање материјала се обликују брушењем и уклањањем метала. Код обе методе, након обликовања, челик мора бити термички обрађен. Ово укључује загревање челика изнад његове критичне тачке, а затим гашење сечива да би се очврснуо. Након стврдњавања, сечиво се темперира како би се уклонила напрезања и сечиво учинило оштријом. Кухињски прибор за јело у масовној производњи користи процесе ковања и уклањања материјала. Ковање је обично резервисано за скупље производне линије произвођача и често се може разликовати од линија производа за уклањање залиха по присуству интегралног подупирача, иако се интегрални подупирачи могу израдити било којим од метода обликовања.

#### Карактеристике преклопног сечива
Склопиви нож повезује сечиво са дршком кроз стожер, омогућавајући сечиву да се склопи у дршку. Да би се спречиле повреде корисника ножа кроз случајно затварање сечива на руци корисника, склопиви ножеви обично имају механизам за закључавање. Разни појединци фаворизују различите механизме закључавања из разлога као што су перципирана снага (безбедност браве), законитост и једноставност употребе. Популарни механизми на закључавање укључују:
- Клизни зглоб – Најчешће се налази на традиционалним џепним ножевима, отворено сечиво се не закључава, већ се држи на месту помоћу опружног уређаја који омогућава да се сечиво преклопи ако се примени одређени притисак.[6]
- Закључавање – Такође познато као кичмена брава, закључавање укључује окретну резу причвршћену за опругу и може се откључати само притиском на резу надоле да би се сечиво ослободило.
- Лајнерлок – Нож који је измислио Мајкл Вокер, лајнерлок је склопиви нож са бравом са бочном опругом која се може отварати и затварати једном руком без поновног позиционирања ножа у руци. Брава је самоподесива за хабање.[7]
- Оквирна брава – Позната и као интегрална брава или монолок, овај механизам за закључавање је измислио произвођач ножева по наруџбини Крис Рив за Себензу као побољшање лајнерлока. Брава оквира ради на сличан начин као и лајнерлока, али користи делимични изрез праве дршке ножа, уместо посебне облоге унутар дршке да држи сечиво на месту.[8][9]
- Крагнаста брава – налази се на Опинел ножевима.[10]
- Аксис лок – Механизам за закључавање ексклузивно лиценциран за Бенчмејд компанију ножева. Цилиндрични лежај је затегнут тако да ће скочити између сечива ножа и неке карактеристике дршке како би закључао сечиво у отвореном положају.[11]
- Арк лок – механизам за закључавање ексклузивно лиценциран за SOG специјализоване ножеве. Разликује се од блокаде осовине по томе што је цилиндрични лежај затегнут окретном опругом, а не аксијалном опругом.[12]
- Брава са кугличним лежајем – Механизам за закључавање који је лиценциран искључиво за предузеће Спајдерко. Ова брава је концептуално слична осовинским и лучним бравама, али је уместо тога лежај куглични.[13]
- Трјадна брава – Механизам за закључавање ексклузивно лиценциран за предузеће Колд стил. То је облик закључавања који укључује дебелу челичну зауставну иглу између предње стране резе и задњег дела зупца за пренос силе са сечива на ручку.[14]

„Таласно” својство је још један истакнути дизајн, који користи део сечива који вири напоље да се ухвати за џеп док се извлачи, чиме се сечиво отвара; ово је патентирао Ернест Емерсон и не користи се само на многим Емерсоновим ножевима, већ и на ножевима неколико других произвођача, посебно Спајдерко и Колд стил.
Аутоматски ножеви или скакавци се отварају користећи ускладиштену енергију из опруге која се ослобађа када корисник притисне дугме или полугу или други актуатор уграђен у дршку ножа. Аутоматски ножеви су строго ограничени законом у Великој Британији и већини америчких држава.
Све чешћи су ножеви са потпомогнутим отварањем који користе опруге за покретање сечива након што га корисник помери преко одређеног угла. Они се разликују од аутоматских ножева или ножева са прекидачем по томе што се сечиво не отпушта помоћу дугмета или хватаљке на дршци; него је сама оштрица покретач. Већина асистираних отварача користи пераје као механизам за отварање. Ножеви са потпомогнутим отварањем могу бити брзи или бржи од аутоматских ножева да се активирају.